# Traité de Bréda

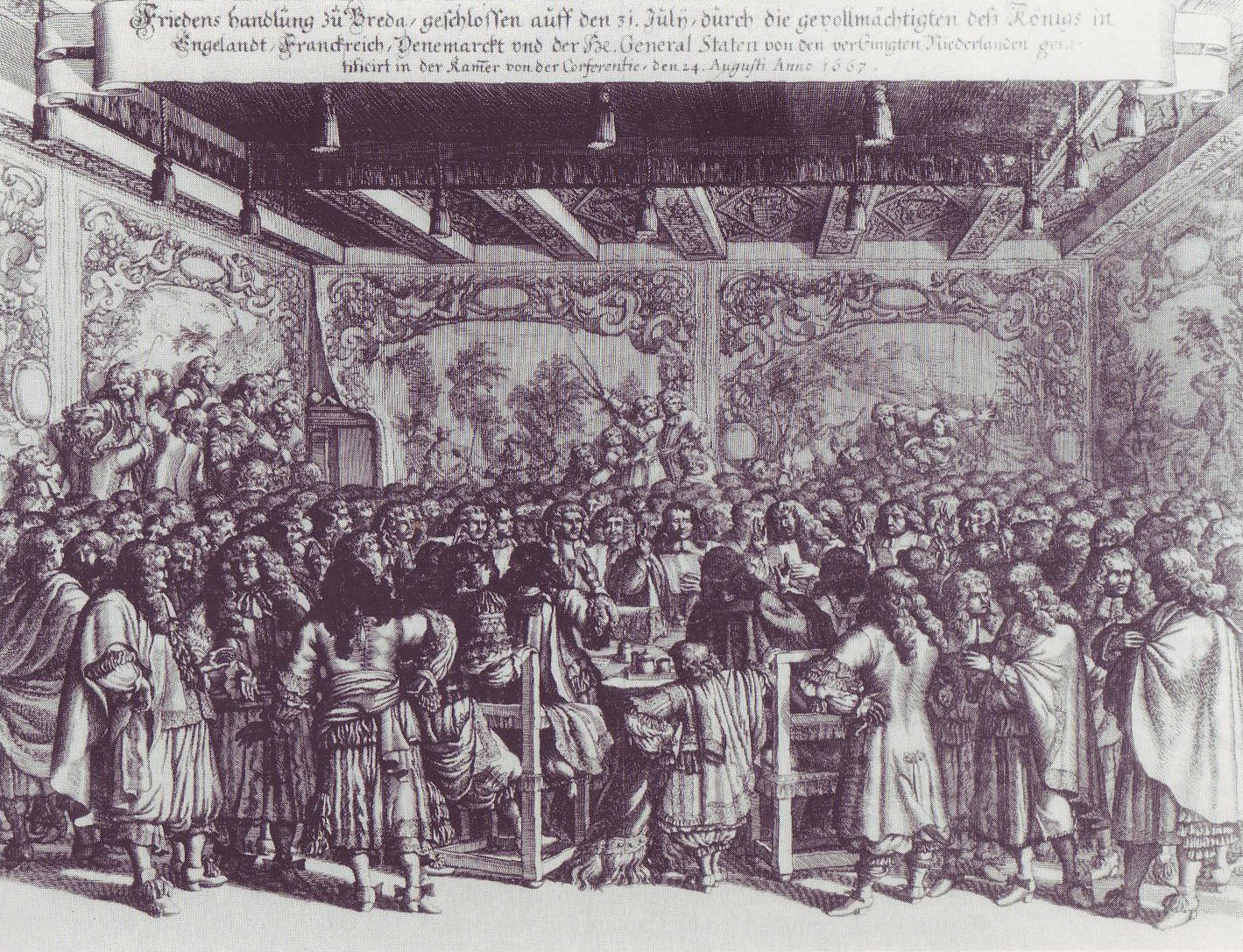
Le congrès de Bréda selon une gravure contemporaine de Romeyn de Hooghe.

Le traité de Bréda a été signé dans la ville néerlandaise de Bréda, le 31 juillet 1667, par l’Angleterre, la république des Provinces-Unies, la France et le Danemark. De façon précipitée, il mit un terme à la Deuxième Guerre anglo-néerlandaise (1665-1667), alors que les forces de Louis XIV commençaient à envahir les Pays-Bas espagnols, mais laissa de nombreuses querelles territoriales non résolues. 

## Caractéristiques
Durant les étapes précédentes de la guerre, les Néerlandais se trouvaient en position favorable. L’amiral de Ruyter contrôlait presque toutes les mers au sud de l’Angleterre depuis sa victoire à la bataille de Chatham, et sa présence incita les délégués anglais à signer la paix.
Les négociations ne durèrent que dix jours grâce au rapprochement des deux émissaires plénipotentiaires, le Chevalier Guillaume Temple pour le roi d'Angleterre, le ministre Johan de Witt pour les Provinces Unies. Les Néerlandais abandonnèrent aux Anglais les territoires de la Nouvelle-Néerlande (dont La Nouvelle-Amsterdam – future New York), contre les fabriques de sucre du Suriname. Du côté des Indes orientales, les Provinces-Unies s’assurèrent un monopole mondial sur la noix de muscade en obligeant les Anglais à abandonner leur comptoir installé à Run, la plus éloignée des îles Banda.
En Amérique du Nord, l’Acadie fut rendue à la France, sans que soient bien spécifiés quels territoires étaient concernés. Thomas Temple (en), le gouverneur résidant à Boston, possédait une charte octroyée par Oliver Cromwell, qui fut ignorée dans le traité, ce qui retarda sa mise en application jusqu’en 1670.